# Koromľa
Koromľa es un municipio del distrito de Sobrance en la región de Košice, Eslovaquia, con una población estimada a final del año 2024 de 404 habitantes.
Se encuentra ubicado al noreste de la región, en la cuenca hidrográfica del río Bodrog (afluente derecho del Tisza) y cerca de la frontera con la región de Prešov, Ucrania y Hungría.

## Demografía
| Año        | 1994 | 2004    | 2014     | 2024    |
| ---------- | ---- | ------- | -------- | ------- |
| Población  | 509  | 521     | 445      | 404     |
| Diferencia |      | +2,35 % | −14,58 % | −9,21 % |

| Año        | 2023 | 2024    |
| ---------- | ---- | ------- |
| Población  | 402  | 404     |
| Diferencia |      | +0,49 % |